# Deitra Farr
Deitra Farr, est une chanteuse de blues américaine, née à Chicago le 1er août 1957.

## Discographie
Albums
- Dave Spector and the Bluebird Blues (Delmark)
- Chicago Blues Nights (Toyko Records)
- Burning Chicago Blues Machine (Toyko Records)
- Chicago Beau - My Ancestors (Toyko Records)
- Vinir Dora - Iceland (Straight Ahead Records)
- Mississippi Heat - Learned the Hard Way (Van Der Linden Records)
- Mississippi Heat - Thunder in My Heart (Van Der Linden Records)
- Chicago's Finest Blues Women (Wolf Records)
- Deitra Farr - « The Search is Over » (JSP Records)
- Deitra Farr - Let it Go ! (JSP Records)